# Rolf Sørensen
Rolf Sørensen (* 20. April 1965 in Helsinge, Dänemark) ist ein ehemaliger dänischer Radrennfahrer. Er ist der bisher erfolgreichste dänische Radrennfahrer mit insgesamt 53 Siegen in 17 Profi-Jahren.

## Karriere
Sørensen begann seine Profikarriere 1986 beim italienischen Team Murella-Fanini. Nachdem er in seinem ersten Profijahr keine nennenswerten Erfolge hatte feiern können, gewann er 1987 das Etappenrennen Tirreno–Adriatico. 1990 gelang ihm dann der Sieg bei Paris–Tours. Bei der Tour de France 1991 trug der Däne vier Tage lang das Gelbe Trikot, obwohl ihm kein Etappensieg gelungen war.
Seine beste Saison hatte Sørensen 1993, als er neben den Siegen bei Lüttich–Bastogne–Lüttich, Mailand–Turin und Rund um den Henninger-Turm auch Etappen bei der Tour de Suisse, Tirreno–Adriatico, der Tour de Romandie und der Baskenland-Rundfahrt gelangen. Bei der Tour de France 1994 feierte er auf der 14. Etappe seinen ersten von insgesamt zwei Siegen und ein Jahr später gewann er die 9. Etappe des Giro d’Italia. Nachdem ihm 1996 sein zweiter Tour-Etappensieg gelungen war, holte er wenige Wochen später im Straßenrennen der Olympischen Sommerspiele die Silbermedaille.
Im Jahr 1997 konnte Sørensen die Flandern-Rundfahrt für sich entscheiden. Bis zu seinem Karriereende im Jahr 2002 gelangen ihm noch weitere Gesamtsiege bei kleineren Landesrundfahrten.
Im März 2013 gab Sørensen zu, Teil der EPO-Ära gewesen zu sein und während seiner Karriere mit EPO und Kortison gedopt zu haben.

## Erfolge
1987
- Gesamtwertung und eine Etappe Tirreno–Adriatico
- GP Pino Cerami

1988
- GP Città di Camaiore
- eine Etappe Dänemark-Rundfahrt

1989
- Coppa Bernocchi
- Trofeo Pantalica

1990
- Paris–Tours
- Trofeo Laigueglia
- Gesamtwertung und eine Etappe Settimana Siciliana

1991
- eine Etappe Tour de France MZF
- eine Etappe Tour de Suisse

1992
- Gesamtwertung und eine Etappe Tirreno–Adriatico
- Paris–Brüssel

1993
- Lüttich–Bastogne–Lüttich
- Mailand–Turin
- Coppa Bernocchi
- Rund um den Henninger-Turm
- eine Etappe Tirreno–Adriatico
- eine Etappe Tour de Suisse
- drei Etappen Tour de Romandie
- zwei Etappen  Baskenland-Rundfahrt

1994
- eine Etappe Tour de France + MZF
- Paris–Brüssel
- Trofeo Laigueglia
- Trofeo Matteotti

1995
- eine Etappe Giro d’Italia
- eine Etappe Luxemburg-Rundfahrt
- eine Etappe Baskenland-Rundfahrt

1996
- Olympische Sommerspiele 1996 – Straßenrennen
- eine Etappe Tour de France
- Kuurne–Brüssel–Kuurne
- Gesamtwertung und eine Etappe Niederlande-Rundfahrt
- eine Etappe Tirreno–Adriatico

1997
- Flandern-Rundfahrt
- eine Etappe Tirreno–Adriatico

1998
- Gesamtwertung Niederlande-Rundfahrt
- eine Etappe Tirreno–Adriatico

1999
- eine Etappe Dänemark-Rundfahrt

2000
- Gesamtwertung Dänemark-Rundfahrt

### Monumente-des-Radsports-Platzierungen
| Monument                 | 1986 | 1987 | 1988 | 1989 | 1990 | 1991 | 1992 | 1993 | 1994 | 1995 | 1996 | 1997 | 1998 | 1999 | 2000 | 2001 | 2002 |
| ------------------------ | ---- | ---- | ---- | ---- | ---- | ---- | ---- | ---- | ---- | ---- | ---- | ---- | ---- | ---- | ---- | ---- | ---- |
| Mailand–Sanremo          | 9    | 10   | 27   | 20   | 14   | 2    | 10   | 5    | 13   | 16   | 45   | 8    | –    | 25   | 8    | 10   | –    |
| Flandern-Rundfahrt       | –    | 65   | 34   | 4    | –    | 3    | 83   | 15   | –    | 22   | 9    | 1    | 20   | 16   | 14   | 4    | 6    |
| Paris–Roubaix            | –    | –    | –    | –    | 53   | 51   | –    | –    | –    | –    | –    | 6    | 6    | 15   | 41   | 10   | –    |
| Lüttich–Bastogne–Lüttich | –    | –    | 8    | –    | 34   | 3    | 46   | 1    | –    | 8    | 9    | 18   | 68   | 26   | –    | –    | –    |
| Lombardei-Rundfahrt      | –    | –    | –    | –    | 33   | 5    | 5    | –    | –    | 4    | –    | –    | 25   | 12   | –    | –    | –    |